# اندیس سیاه کوه
سیاه کوه یک اندیس فلزی است که در حوالی شهر بزار استان کرمان قرار دارد و مادهٔ معدنی موجود در آن، مس است.  